# Foolad Shahr Stadium
Foolad Shahr Stadium (pers. ورزشگاه فولادشهر, Warzeszgah-e Fuladszahr) – stadion piłkarski w Fuladszahr niedaleko Isfahanu, w Iranie. Może pomieścić 15 000 widzów. Został otwarty w 1998 roku. Swoje spotkania rozgrywają na nim piłkarze klubu Zob Ahan Isfahan. Na stadionie rozegrano pierwsze spotkanie finałowego dwumeczu Azjatyckiej Ligi Mistrzów 2007 (7 listopada 2007 roku: Sepahan Isfahan – Urawa Red Diamonds 1:1).